# Vecteur (phytopathologie)
En pathologie végétale, un vecteur est un organisme vivant qui transmet les agents pathogènes d'un plante infectée à d'autres plantes saines, assurant ainsi la propagation des maladies. Ces vecteurs sont le plus souvent des insectes, mais les acariens, les nématodes et les champignons jouent aussi un rôle important.
Les insectes peuvent transmettre divers type d'agents phytopathogènes : virus, viroïdes, bactéries, phytoplasmes, nématodes, champignons et protistes.
Parmi les insectes vecteurs, les plus importants sont les hémiptères suceurs de sève, tels que les pucerons,  les cicadelles, les fulgores et les aleurodes. Les plus importants sont  les pucerons qui sont responsables de la dissémination de 70 % des phytovirus transmis par des vecteurs.
Des vecteurs particuliers sont les plantes elles-mêmes et l'homme. Les plantes infectées peuvent transmettre les agents pathogènes par l'intermédiaire des graines, du pollen ou des organes de multiplication végétative (tubercules, bulbes, cormes, boutures, greffons). Il s'agit alors d'une propagation verticale (d'une génération à la suivante). L'homme participe à la dissémination des agents pathogènes de façon involontaire, soit par les opérations culturales, soit par les échanges commerciaux de plantes ou de produits végétaux.  

## Exemples de maladies transmises par des vecteurs[2].
| Agents pathogènes                                                                   | Vecteurs | Modes de transmission                                                                        |
| ----------------------------------------------------------------------------------- | --- | -------------------------------------------------------------------------------------------- |
| Virus                                                                               | |                                                                                              |
| Virus de la mosaïque de la laitue (Lettuce mosaic potyvirus)                        | Pucerons (nombreuses espèces)                                                                                           | Non persistant                                                                               |
| Virus de la jaunisse nanisante de l'orge (Barley yellow dwarf luteovirus)           | Pucerons (quelques espèces)                                                                                             | Persistant de quelques jours à plusieurs semaines, circulant, non propagatif dans le vecteur |
| Virus de la jaunisse nécrosante de la laitue (Lettuce necrotic yellows baculovirus) | Pucerons (nombreuses espèces)                                                                                           | Persistant, circulant, propagatif dans le vecteur                                            |
| Virus du nanisme rugueux du maïs (Maize rough dwarf reovirus)                       | Fulgores (très peu d'espèces)                                                                                           | Persistant, circulant, propagatif, et transovarien dans le vecteur                           |
| Virus de la striure du maïs (Maize streak geminivirus)                              | Cicadelles (Cicadulina spp.)                                                                                            | Persistant, circulant, non propagatif                                                        |
| Virus de la mosaïque du haricot du sud (Southern bean mosaic sobemovirus)           | Chrysomèles (Chrysomelidae)                                                                                             | Semi-persistant à persistant, non circulant (?)                                              |
| Bactéries                                                                           | |                                                                                              |
| Xylella fastidiosa (diverses maladies)                                              | Suceurs de sève du xylème (insectes suceurs appartenant à plusieurs familles)                                           | Non circulant mais persistant, propagatif dans le vecteur                                    |
| Jaunisse de l'aster (phytoplasme) (Aster yellows phytoplasma)                       | Cicadelles (plusieurs espèces)                                                                                          | Persistant, circulant, propagatif                                                            |
| Trypanosomes                                                                        | |                                                                                              |
| Hartrot du cocotier (Phytomonas)                                                    | Punaises à bouclier (Pentatomidae : Linctus spp.)                                                                       | Persistant, circulant                                                                        |
| Champignons                                                                         | |                                                                                              |
| Nématosporiose des graines du haricot (Nematospora phaseoli)                        | Hémiptères mangeurs de fruits et de graines (Pentatomidae, Coreidae, Scutelleridae, Lygaeidae, Alydidae, Pyrrhocoridae) | Non circulant mais persistant                                                                |
| Graphiose de l'orme (Ophiostoma ulmi )                                              | Scolyte de l'orme | Persistant, transporté extérieurement par les adultes                                        |
| Nématodes                                                                           | |                                                                                              |
| Maladie du nématode du pin (Bursaphelenchus xylophilus)                             | Monochamus spp. (longicornes)                                                                                           | Persistant, les nématodes infestent les spiracles des adultes                                |